# 孫亞夫 (1909年)
孫亞夫（1909年—1979年），谱名孫為俊，因仰慕漢代周亞夫之風範，以亞夫為其字號，男，江苏六合人，中华民国政治人物。抗戰期間任職賑务委員會賑災工作，民國卅六年（1947年） 任第一屆國民大會代表，為制憲國代。並任國策顧問。民國卅八年（1948年）來台後，擔任民社黨副主席、主席團主席；民國六十年（1971年 左右任光復大陸設計研究委員會副主任委員。

## 生平
孫亞夫生於江蘇省六合縣，父孫佩紳，母孫賀增高。清末民初六合縣以「孫」「徐」兩大家最為顯著，常結秦晋之好；而「賀」家則為六合縣當地三百年世家，為「進士第」。其本人十一歲左右即率當地同齡學童至南京投考中學就讀，十九歲畢業於設在上海的國立政治大學，創辦人為張君勱。嗣後續作深造，任教南京體專學院。
因從事新聞工作，結識許世英先生（賑務委員會委員長），之後進入賑委會工作，升任兩處處長，任賑恤處處長到抗戰結束。同一時期，加入張君勱創建之「中國民主社會黨」，為核心黨員並擔任秘書長一職。卅一歲兼任重慶大學講座。
抗戰結束，曾任蒙藏委員會委員，及鐵路局局長特任秘書。民國卅五年（1946年） 隨侍張君勱草擬憲法初稿；當選第一屆國民大會江蘇省六合縣代表，為制憲國代。並聘為國策顧問。
民國卅八年，來台定居台北泉州街及新店，擔任民社黨副主席，代主席，並兼任大學教授。民國六十年左右，任光復大陸設計研究委員會副主任委員。民國六十四年（1975年） 為蔣公逝世治喪委員；民國六十八年 （1979年） 夏天病逝台北，覆國旗黨旗，享年七十。

## 轶事
- 母親賀太夫人敍述：孫亞夫剛出生時，不哭，抱著小拳頭放在嘴裡，有「赤(吃)手空拳」之意。象徵他日後年少外出讀書工作，憑一己之力開創前途。
- 胞妹孫為新女士敍述：孫亞夫幼年即十分節制謙讓（页面存档备份，存于），懂得友愛手足。好吃的東西都是讓妹妹先吃，例如鹹鴨蛋多吃蛋白，美味的蛋黃省給妹妹吃。十多歲時，家裡有變故，求學過程艱辛；成年後，在外工作，景況漸入佳境，對於當年惡待他的親友，不作報復，反而有求必應。他表示，當年欺負他的人反過來求教他，即是自己的成功。
- 摯友劉家文先生敍述：孫亞夫任職賑委會期間，常須押糧至災區救援，有次在河上遇盜匪攔截，孫亞夫支身探出船艙外，舉白帕示意，與盜匪溝通，曉以大義，得以一路通行無阻。

任賑委會賑恤處長時，只要有朋友或朋友的友人有國難時的困難，只要跟他說明，都一口答應,絕不擺架子或推拖。
- 有關賑務委員會之軼事：抗戰時期，委員長原是許世英先生，對下屬和善，深得人心。後來委員長換為朱子橋將軍，賑委會的同仁很擔心，深怕長官由親娘換成晚娘。但朱將軍很關心部屬。他得知孫亞夫的母親，獨立撫養孩子，十分佩服，特地製作四川名菜「壜子肉」送來，表示敬意。這位朱將軍，是有名的熱心社會慈善事業的大慈善家。(孫亞夫生平事略與生平小故事，除參考文獻外，由孫亞夫母親與胞妹敍述，由其外甥吳蘊陽記載)}}